# (718) Erida
(718) Erida ist ein Asteroid des Hauptgürtels, der am 29. September 1911 vom österreichischen Astronomen Johann Palisa in Wien entdeckt wurde. 
Benannt wurde der Asteroid nach der Tochter des US-amerikanischen Astronomen Armin Otto Leuschner.